# یلوه جنگلی نوارسفید
یلوه جنگلی نوارسفید (نام علمی: Rallicula leucospila) نام یک گونه از تیره یلوگان است.